# واسيو ألابي باسوما
واسيو ألابي باسوما (من مواليد 27 نوفمبر 1967)، المعروف أيضًا باسم «أونغالا وان»، هو ممثل سينمائي نيجيري وموسيقي. 
ولد باسوما في 27 نوفمبر 1967 في موشين بولاية لاغوس ونشأ في ولاية كوارا، غرب نيجيريا. 

## المشوار الفني
صدر الألبوم الأول لباسوما «الاعتراف» في عام 1993. تعاون مع العديد من فناني التسجيل، مثل بولا أبيمبولا وظهر في الأفلام النيجيرية مثل «إيانجي» و «النيباري».
في 6 سبتمبر 2015، تغلب بازوما على العديد من المنافسين ليخرج الفائز بجائزة أفضل فنان من السكان الأصليين لهذا العام في حفل جوائز نيجيريا الترفيهية.
تم ترشيحه لأفضل فنان غير إسلامي مميز في الألبوم الإسلامي في عام 2016 إلى جانب سعيد أوسوبا، سولي ألاو ملايكا، شيفو ألاو، تاي كارانسي، موري ثاندر. وهو أيضًا موسيقي شهير يساعد الفنانين الصاعدين.